# جوي هاتشينسون
جوي هاتشينسون (بالإنجليزية: Joey Hutchinson)‏ هو لاعب كرة قدم بريطاني في مركز قلب الدفاع، ولد في 2 أبريل 1982 في ميدلزبرة في المملكة المتحدة. لعب مع برمنغهام سيتي ونادي دارلنجتون ونادي هاروجيت تاون ونادي يورك سيتي.

## وصلات خارجية
- جوي هاتشينسون على موقع قاعدة بيانات كرة القدم.إي يو (الإنجليزية)
- جوي هاتشينسون على موقع Soccerbase.com (لاعب) (الإنجليزية)
- جوي هاتشينسون على موقع عالم كرة القدم.نت (الإنجليزية)